# Liên hiệp các tổ chức Hữu nghị Việt Nam
Liên hiệp các tổ chức hữu nghị Việt Nam là tổ chức chính trị - xã hội chuyên trách về đối ngoại nhân dân trong lĩnh vực hòa bình, đoàn kết, hữu nghị và hợp tác nhân dân, là thành viên của Mặt trận Tổ quốc Việt Nam, có vai trò nòng cốt trong hoạt động đối ngoại nhân dân và công tác phi chính phủ nước ngoài; là tổ chức làm công tác chính trị đối ngoại và là bộ phận cấu thành của lực lượng đối ngoại chuyên trách của Việt Nam.
Kể từ khi thành lập đến nay, dưới sự lãnh đạo của Đảng Cộng sản Việt Nam và Chủ tịch Hồ Chí Minh, cùng với các lực lượng làm công tác đối ngoại nhân dân, Liên hiệp các tổ chức hữu nghị Việt Nam và các tổ chức thành viên đã có những đóng góp to lớn trong việc huy động sự đồng tình, ủng hộ, đoàn kết và hợp tác của nhân dân thế giới đối với sự nghiệp đấu tranh giành độc lập dân tộc, xây dựng và bảo vệ Tổ quốc của nhân dân Việt Nam.

## Nhiệm vụ
- Tuyên truyền tôn chỉ, mục đích hoạt động của Liên hiệp các tổ chức hữu nghị Việt Nam;
- Thiết lập các mối quan hệ hoà bình, đoàn kết, hữu nghị, hợp tác với các tổ chức tương ứng, các tổ chức phi chính phủ, cá nhân nước ngoài;
- Mở rộng, đa dạng hóa, đa phương hóa quan hệ đối tác nhằm góp phần củng cố, tăng cường quan hệ hữu nghị và hợp tác giữa nhân dân Việt Nam với nhân dân các nước, tranh thủ sự đồng tình, ủng hộ, đoàn kết và hợp tác của nhân dân thế giới đối với sự nghiệp xây dựng và bảo vệ Tổ quốc của nhân dân Việt Nam;
- Tham gia vận động, đấu tranh dư luận bảo vệ lợi ích quốc gia, dân tộc, đặc biệt là trên các vấn đề dân chủ, nhân quyền, chủ quyền quốc gia; quảng bá hình ảnh của Việt Nam trên trường quốc tế. Tham gia công tác vận động, tập hợp người Việt Nam ở nước ngoài hướng về Tổ quốc và các hoạt động nhằm tăng cường quan hệ hữu nghị và hợp tác giữa Việt Nam với các nước trên các lĩnh vực kinh tế, văn hoá, giáo dục, khoa học, kỹ thuật...;
- Tham gia các diễn đàn, cơ chế khu vực và quốc tế và hoạt động của nhân dân thế giới vì lợi ích quốc gia - dân tộc và vì hòa bình, phát triển bền vững, công lý, dân chủ và tiến bộ xã hội;
- Là Cơ quan Thường trực cho Ủy ban Công tác về các tổ chức phi chính phủ nước ngoài và là đầu mối trong quan hệ và vận động viện trợ phi chính phủ nước ngoài theo quy định của pháp luật;
- Tham gia góp ý kiến xây dựng các văn bản quy phạm pháp luật có liên quan đến công tác đối ngoại nhân dân; kiến nghị với cơ quan nhà nước có thẩm quyền đối với các vấn đề liên quan tới sự phát triển và lĩnh vực hoạt động của Liên hiệp các tổ chức hữu nghị Việt Nam;
- Tổ chức nghiên cứu, đề xuất kiến nghị về các vấn đề khu vực, quốc tế liên quan đến lĩnh vực hoạt động của Liên hiệp các tổ chức hữu nghị Việt Nam và công tác đối ngoại nhân dân;
- Hướng dẫn, hỗ trợ các tổ chức thành viên trong hoạt động hoà bình, đoàn kết, hữu nghị, hợp tác nhân dân và vận động, điều phối viện trợ phi chính phủ nước ngoài;
- Tổ chức đào tạo, bồi dưỡng chuyên môn, nghiệp vụ, tổ chức các hoạt động dịch vụ khác theo quy định của pháp luật;
- Quản lý và sử dụng các nguồn kinh phí của Liên hiệp các tổ chức hữu nghị Việt Nam theo quy định của pháp luật;
- Thực hiện các nhiệm vụ khác được cơ quan có thẩm quyền giao theo quy định của pháp luật.